# Sterrenvolk
Het Sterrenvolk in de stripreeks Thorgal zijn de vroegere bewoners van Atlantis. Zij verlieten de aarde na een enorme catastrofe die een einde maakte aan hun beschaving op aarde. Aan de rand van het heelal vonden zij de planeet Critias die bewoonbaar was en leefden daar 12.000 jaar zonder oorlog en geweld in harmonie.

## Geschiedenis
Het Sterrenvolk verschilden van de overige aardbewoners door hun grote technologische kennis en de magische krachten waar zij over beschikten. Vergeleken met de andere volken was hun cultuur superieur. Volgens oude legenden stamden zij af van de zeegod Poseidon. Op een nacht  maakte een natuurramp een einde aan hun beschaving. Atlantis stortte in de zee en enkel de hoofdstad Archéopolis aan de rand van Atlantis bleef gespaard. Na de catastrofe verliet het Sterrenvolk de aarde aan boord van grote ruimteschepen, op zoek naar een nieuwe wereld om te leven.
Op Critias de nieuwe wereld en brachten zij dank zij hun technologische kennis hun beschaving opnieuw tot grote bloei. Ze werden geleid door een "raad van wijzen" die alle behoorden tot  de superieure Dzjaïnkaste. Ongelukkigerwijs raakten de energiebronnen van de planeet op en leidde Xargos, de grootvader van Thorgal, een expeditie terug naar de aarde om nieuwe energiebronnen te vinden. Deze expeditie verloor het contact met de thuiswereld. Hun ruimteschip Atlantia maakte een noodlanding op het eiland van de bevroren zeeën. Er werden nieuwe ruimteschepen gestuurd om naar Xargos 'expeditie te zoeken. Al deze ruimteschepen gingen verloren in de ruimte zonder hun doelen te bereiken. Het laatste ruimteschip dat vertrok werd geleid door Sargon, de schoonzoon van Xargos en had duizenden mannen, vrouwen en kinderen aan boord. 
Toen het ruimteschip van Sargon de aarde naderde, werd het gebombardeerd door een meteorietenzwerm. Slechts een handvol van de passagiers wist te ontsnappen aan boord van een klein vaartuig voordat het ruimteschip explodeerde. De overlevenden kozen Archéopolis als hun bestemming.  